# Камара, Хавьер
Хавье́р Ка́мара Родри́гес (исп. Javier Cámara; род. 19 января 1967, Альбельда-де-Ирегуа) — испанский актёр. Пятикратный номинант на премию «Гойя».

## Биография
Ещё школьником Хавьер присоединился к группе подростков, увлекавшихся театром. Руководителем данного театра был профессор Фернандо Хиль, который и вдохновил мальчика на поступление в Высшую школу драматических искусств в Мадриде.
Дебют Хавьера на профессиональной театральной сцене состоялся в 1991 году в постановке «Рыцаря Ольмеды» Лопе де Вега. В 1993 году он впервые снялся в кино — в фильме «Розовая роза» Фернандо Коломо. На телевидении Хавьер Камара получил известность благодаря сериалу «Ах, сеньор, сеньор!». В 1997 году снимался в фильме Сантьяго Сегура «Торренте: глупый представитель закона», а известность приходит к Камаре после роли Пако Химено в 1999 году в ситкоме «7 жизней» (испанская версия «Друзей»).
В 2000 году покидает съёмочную площадку «7 жизней» ради участия в проекте испанского режиссёра Педро Альмодовара «Поговори с ней». В главных ролях в фильме «Поговори с ней» выступили актёры, с которыми режиссёр никогда не работал раньше. Фильм получил большое количество кинонаград, включая «Оскар» за лучший оригинальный сценарий и премию «European Film Awards» как лучший фильм года. Благодаря этому фильму Камара окончательно стал одним из самых востребованных актёров Испании и попадает в престижный клуб «мальчиков Альмодовара».
После фильма «Поговори с ней» Камара сыграл роль в драме одного из самых известных испанских режиссёров современности Хулио Медема «Люсия и секс». Главную роль в этом фильме играет его коллега по «7 жизней» — Пас Вега. Фильм имел большой успех и номинировался на премию «Гойя» в 11 категориях.
В 2003 году состоялась премьера испано-датского фильма «Торремолинос-73», главную роль в котором сыграл Хавьер Камара. Фильм стал особенно популярен в Дании и получил четыре номинации премии «Гойя».
В 2004 году Камара вновь сотрудничал с испанским кинорежиссёром Педро Альмодоваром и сыграл роль в фильме «Дурное воспитание». Мировая премьера картины состоялась 12 мая 2004 года на торжественном открытии 57-го Каннского кинофестиваля. Это первый испанский фильм, удостоившийся такой чести.
Осенью 2005 года на экраны кинотеатров практически одновременно вышли в прокат две киноленты с участием Хавьера Камары: драма испанского кинорежиссёра Изабель Койшет «Тайная жизнь слов» и драма Мануэля Мартина Куэнки «Плохие времена». В сентябре 2006 года на экраны кинотеатров вышла приключенческая драма по роману Артуро Перес-Реверте «Капитан Алатристе», где Камара сыграл Гаспарa де Гусман Оливареса. На сегодняшний день — это самый дорогой фильм в истории испанского кино.
В 2008 году вновь Камара вернулся на телевидение и сыграл роль Марио Эстрады (одного из трех акционеров адвокатской конторы) в испанском сериале «Lex». Все 2 сезона (16 серий) сериала были показаны телеканалом Antena 3.
В 2014 году получил премию Гойя за лучшую мужскую роль в фильме «Легко живётся с закрытыми глазами».

## Фильмография

### Кино
- 2020
  - «Соседи сверху[исп.]»
  - «Новый Папа»
  - Грядущая забывчивость
- 2018
  - «Все знают»
- 2016
  - «Молодой Папа»
- 2015
  - «Трумэн»
- 2013
  - «Я очень возбужден»
  - «Легко живётся с закрытыми глазами»
- 2012
  - «Мужчины на грани»
- 2008
  - Слепые подсолнухи (Хосе Луис Куэрда)
  - Фирменное блюдо (Nacho G. Velilla)
- 2007 — Башня Сусо (Томас Фернандес)
- 2006
  - Париж, я люблю тебя (Койшет, Изабель).
  - Плод воображения (Cesc Gay).
  - Капитан Алатристе (Агустин Диас-Янес).
- 2005
  - Плохие времена (Manuel Martín Cuenca).
  - Тайная жизнь слов (Койшет, Изабель).
- 2004 — Дурное воспитание (Педро Альмодовар).
- 2003
  - Нижеподписавшиеся (Жоакин Ористрель), актёр и киносценарист.
  - Торремолинос 73 (Пабло Бергер).
- 2002 — Поговори с ней (Педро Альмодовар).
- 2001 — Люсия и секс (Хулио Медем).
- 2000 — Динозавр (мультфильм) (Ральф Зондаг и Эрик Лейтон), голос.
- 1999 — Квартет из Гаваны (Фернандо Коломо).
- 1998 — Торренте: глупый представитель закона (Сантьяго Сегура).
- 1996 — Сумасшедшее сердце (Антонио дель Реаль).
- 1995 — ЭТО (Фернандо Коломо).
- 1994 — Смешно, но не очень (Фернандо Коломо).
- 1993 — Розовая роза (Фернандо Коломо).

### Телевидение
- «Закон» (2008) …. Марио Эстрада
- «7 жизней» (1999—2006) …. Пако Химено Уэтэ
- «Журналисты» (1998—2001) …. Фермин Сальвадор
- «Пепе Карвало» (1999) …. Вентура Росэс
- «Hostal Royal Manzanares» (1996—1997) …. Лоло
- «Все вы, мужчины, одинаковы» (1997) …. Карлос
- «Это мой район» (1996—1997)
- «Ах, сеньор, сеньор!» (1994—1995) …. Отец Анхель
- «Ева и Адам: брачное агентство» (1990) …. Камильеро

## Премии и номинации
Премия «Гойя»
| Год  | В номинации                           | Фильм                                 | Результат   |
| ---- | ------------------------------------- | ------------------------------------- | ----------- |
| 2015 | Лучшая мужская роль второго плана     | Трумэн                                | Победа      |
| 2013 | Лучшая мужская роль                   | Легко живётся с закрытыми глазами     | Победа      |
| 2008 | Лучшая мужская роль                   | Фирменное блюдо                       | Номинирован |
| 2005 | Лучшая мужская роль                   | Тайная жизнь слов                     | Номинирован |
| 2003 | Лучшая мужская роль                   | Торремолинос-73                       | Номинирован |
| 2002 | Лучшая мужская роль                   | Поговори с ней                        | Номинирован |
| 1998 | Премия «Гойя» за лучший мужской дебют | Торренте: глупый представитель закона | Номинирован |

Малагский кинофестиваль
- Лучший актёр за «Фирменное блюдо» (2008).
- Лучший актёр за «Торремолинос-73» (2003).